# كرسول منتشر
الكرسول المنتشر هو نوع من الأعشاب يتبع جنس الكرسول ضمن رتبة المخلدية يقع الأجزاء الجنوبية من أستراليا.
تزهر العشبة السنوية بين شهري يوليو وأكتوبر حيث تنتج أزهارًا بلون الكريم الأبيض الوردي. يصل طوله بين 15 سنتيمتر (6 بوصة) إلى 15 سنتيمتر (6 بوصة) في الطول.
تم وصف النوع لأول مرة رسميًا باسم Crassula decumbens من قبل عالم النبات تونبرغ عام 1794.
توجد عادة على منحدرات الكثبان الرملية حيث تنمو في التربة الرملية الطينية. ينتشر في معظم أنحاء فيكتوريا وجنوب شرق جنوب أستراليا. كما وجدت في تسمانيا ونيوزيلندا.